# The Seven Wonders of the World

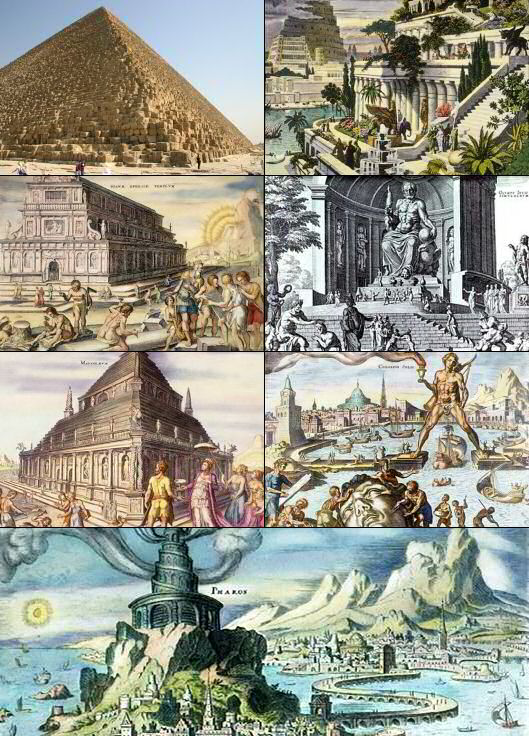
De zeven wereldwonderen (van links naar rechts, boven naar beneden): Piramide van Cheops, Hangende tuinen van Babylon, Tempel van Artemis in Efeze, Beeld van Zeus te Olympia, Mausoleum van Halicarnassus, Kolossus van Rodos en de Pharos van Alexandrië. De afbeeldingen, uitgezonderd de eerste, zijn van de hand van kunstschilder Maarten van Heemskerck (1498-1574).

The Seven Wonders of the World is een studioalbum van Rick Wakeman uit 1995. Het was wederom een conceptalbum, waarbij de Zeven wereldwonderen van de antieke wereld het onderwerp waren. Het album werd opgenomen gedurende de periode september 1994 tot en met maart 1995. Het is een puur instrumentaal album geworden; de tracks worden echter door de verteller ingeleid.
Dat het niet altijd goed afloopt met wereldwonderen zit ook verwerkt in dit album. Wakeman beschouwde zijn familie als Achtste Wereldwonder; in 2000 spatte deze zeepbel uiteen; toenmalige mevrouw Wakeman zette hem buiten de deur.

## Musici
- Rick Wakeman – toetsinstrumenten
- Garfield Morgan – spreekstem
- Stuart Sawney – elektronische percussie, geluidstechnicus.

## Nummers
| Nr. | Titel                                      | Duur  |
| --- | ------------------------------------------ | ----- |
| 1.  | The Pharos of Alexandria (inleiding)       | 0:43  |
| 2.  | The Pharaos of Alexandria                  | 9:40  |
| 3.  | The Colossus of Rhodes (inleiding)         | 0:43  |
| 4.  | The Colossus of Rhodes                     | 7:04  |
| 5.  | The Pyramids of Egypt (inleiding)          | 0:38  |
| 6.  | The Pyramids of Egypt                      | 6:30  |
| 7.  | The Hanging Gardens of Babylon (inleiding) | 0:53  |
| 8.  | The Hanging Gardens of Babylon             | 5:10  |
| 9.  | The Temple of Artemis (inleiding)          | 0:58  |
| 10. | The Temple of Artemis                      | 6:27  |
| 11. | The Statue of Zeus (inleiding)             | 0:47  |
| 12. | The Statue of Zeus                         | 5:36  |
| 13. | The Mausoleum at Halicarnassus (inleiding) | 0:42  |
| 14. | The Mausoleum at Halicarnassus             | 11:12 |